# Vladimir Dikanski
Vladimir Dikanski, född 2 augusti 1952, är en svensk skådespelare och kompositör.

## Filmmusik
- 1994 – Vindarnas väg
- 2002 – Mitt namn var Sabine Spielrein

## Filmografi
- 1997 – Beck – Mannen med ikonerna
- 1999 – S:t Mikael (TV-serie)
- 2000 – Hassel – Förgörarna
- 2000 – Hjärta av sten
- 2000 – Brottsvåg (TV-serie)
- 2003 – Skenbart
- 2003 – Kosmonaut
- 2003 – Talismanen (TV-serie)
- 2006 – Exit
- 2006 – Year One
- 2006 – Örnen (TV-serie)
- 2007 – A4
- 2010 – Livvagterne (TV-serie)

### Fotnoter
1. ↑  ”Vladimir Dikanski”. Svensk Filmdatabas. http://www.sfi.se/sv/svensk-filmdatabas/Item/?type=PERSON&itemid=200941&ref=%2ftemplates%2fSwedishFilmSearchResult.aspx%3fid%3d1225%26epslanguage%3dsv%26searchword%3dVladimir+Dikanski%26type%3dPerson%26match%3dBegin%26page%3d1%26prom%3dFalse. Läst 22 februari 2013.